# Milo Vallone
Massimiliano Milo Vallone (Pescara, 13 gennaio 1973) è un regista e attore italiano.

## Biografia
A 15 anni entra a far parte, come attore, della compagnia teatrale Il Gruppo 4.
Nel 1991 è attore, autore e regista del monologo Di fronte. Fino alla prima metà degli anni '90 collabora con diverse compagnie teatrali, nel contempo si dedica al rafforzamento della propria formazione, frequentando corsi tenuti da Luca Verdone, Francesca De Sapio, Riccardo Milani, Silvio Araclio, Ilaria Drago, Gabriele Muccino e altri. Nella seconda metà dello stesso decennio si dedica alla regia e all'ideazione di eventi e kermesse: nascono così Artincorso e il festival il Fiume e la Memoria (di quest'ultimo è tuttora direttore artistico).
Nel 2002 è protagonista dello spettacolo Pluto di Aristofane accanto ad Arnoldo Foà che ne curò anche la regia.
Nel 2004 è ideatore del Premio Gassman - I teatranti dell’anno.
Come attore teatrale recita sempre in qualità di protagonista in Interrogatorio a Maria, Costantino, Pluto, L’ideologia del traditore, Le Confessioni, Gli Ultimi giorni, Il cenacolo, Medea, Glengarry Glen Rose, Coefore, Amores Amandi, La Suocera, La collezione
Nel maggio 2007, con Dottor Sale in Zucca e Mister Zucchero Mannaro (per la regia di Oreste Rizzini), vince il Premio Miglior Attore italiano e Miglior Spettacolo nell'ambito del concorso nazionale Schegge D’autore di Roma, organizzato dal Teatro Tordinona e ideato e diretto da Renato Giordano.
Sempre nel 2007, con la regia dello spettacolo Un altro giro di giostra, tratto dall'omonimo libro di Tiziano Terzani, dà il via al progetto CineprOsa, performance in cui, intrecciando il linguaggio cinematografico e quello teatrale, si alternano parti realizzate dal vivo e parti strutturate come film. Seguendo questo personale percorso, in cui l'utilizzo del video all'interno dell'accadimento teatrale non è più solo concepito come scenografia dinamica ma entra a far parte della stessa narrazione, realizza numerose produzioni cine-teatrali distribuite sul territorio nazionale. È del 2016 l'allestimento in CineprOsa de Il Mondo di Mezzo. Dalla Banda della Magliana a Mafia Capitale con il pentito ed ex fondatore della Banda della Magliana, Antonio Mancini e con Alessandro Haber e Federica Sciarelli.
Ultima sua produzione seguendo questo Progetto CineprOsa è il cine-spettacolo Sul Trono di Pietra, incentrato sulla vicenda del Papa del "gran rifiuto", Celestino V.
Al teatro alterna spesso performance radiofoniche e televisive, sia come attore che come autore e regista; tra queste i format satirici in tv: Il Monello e Zorro... dove serve corro!.
In televisione è stato protagonista per più puntate della soap opera di Canale 5, Vivere, nel ruolo di Ernesto Tessari, un assistente sociale ed ha recitato in diverse puntate della serie televisiva di Rai Fiction dal titolo Sottocasa su Rai 1, nel ruolo di un regista televisivo, Lando Persichetti.
Nel 2019, nel ruolo di Rocco è nel cast della fiction di Canale 5 Oltre la soglia mentre nel 2020 entra a far parte del cast de Il paradiso delle signore, la popolare serie TV di RAI Uno, nel ruolo di Roberto Tommasi, un emigrante abruzzese nella Milano dei primi anni '60. 
In campo cinematografico è stato attore protagonista nel film La guerra del re di Sergio Sciarra (primo premio all'Excelsior film festival 2001 e Officine Italia 2002) e di videoclip (tra questi La vecchia fattoria per il progetto karaoke della Pioneer).
Nel 2009 è stato scelto in qualità di voce ufficiale della XVI edizione dei Giochi del Mediterraneo. Dallo stesso anno è attivo come doppiatore prestando la propria voce per alcune serie televisive, tra le quali Empire, Life e Prison Break.
È del 2010 il suo debutto come regista cinematografico con il film Anno Zero, presentato alla 5ª edizione del Festival del Cinema di Roma e nel corso della 68ª edizione del Festival del Cinema di Venezia.
Nel 2014 con lo spettacolo SerenaMente (di cui cura anche il testo, debuttando nella drammaturgia), si aggiudica al Premio Millelire di Roma che vede l'attore Michele Placido come presidente di giuria, i premi come Miglior Attore, Miglior Spettacolo e il Premio della critica.
Nello stesso anno è protagonista del cortometraggio Come fosse per sempre di Maurizio Forcella ed è interprete protagonista del suo secondo lungometraggio da regista La Vita è Sogno, adattamento cinematografico dell'omonimo capolavoro di Pedro Calderon de La Barca.
È del 2019 il lavoro cinematografico che lo vede impegnato sia come regista che come protagonista, "Padre Vostro" incentrato su un femminicidio realmente accaduto. Il film è presentato in Prima Nazionale presso la Sede della Federazione Nazionale della Stampa Italiana il 25 novembre dello stesso anno, in occasione della giornata mondiale contro la violenza sulle donne. Oltre che interprete e regista, Vallone, assieme a Luca Pompei, firma di quest'opera anche la sceneggiatura aggiudicandosi il Premio come Miglior Sceneggiatura, all'interno dell'edizione 2021 dell'internazionale RAG Film Festival di Venezia.
Nel 2020 viene presentato il suo film Nemici, commedia incentrata sul mondo della tv e dei talent, in cui i protagonisti mettono in atto il rapimento di Maria De Filippi
Nello stesso anno debutta con lo spettacolo "Se questa è un'infanzia", che dirige e interpreta. La pièce, realizzata seguendo il progetto CineprOsa è il racconto delle vicende di Liliana Segre. 
Nel 2021, interpretando il ruolo dell'uxoricida Alan Caravaggio, scrive e dirige Butterfly29, una sperimentale web serie in otto capitoli/episodi, ambientata nel 2030 e nella quale si ipotizza una pandemia informatica che compromette, provocandone la completa disconnessione, il sistema informatico di tutto il pianeta. La serie è completamente realizzata in una sorta di lavoro agile, essendo interamente ambientata nella stessa casa dell'attore e regista.
Nello stesso anno, nella parte di Liborio, partecipa al progetto Gli occhi di Liborio per la regia di Antonio D'Ottavio, docufilm vincitore del Pegaso d'Oro della 48ª edizione del Premio Flaiano e realizzato sulla base del romanzo di Remo Rapino, Vita, morte e miracoli di Bonfiglio Liborio, vincitore del Premio Campiello 2020.
È direttore artistico della scuola di teatro Cantiere Teatrale Adriatico, del festival "il Fiume e la Memoria", del premio teatrale nazionale Premio Gassman – i teatranti dell’anno, del Festival teatrale ProSatira e della compagnia teatrale Compagnia della Memoria.

## Filmografia

### Cinema
- La guerra del re, regia di Sergio Sciarra - cortometraggio (1998)
- Il mare brucia le maschere, regia di Federica Vicino - cortometraggio (2002)
- Sarà gelida l'estate?, regia di Sergio Sciarra - cortometraggio (2003)
- La figlia di Iorio, regia di Mario Di Iorio (2005)
- Anno zero, regia di Milo Vallone (2011)
- Come fosse per sempre, regia di Maurizio Forcella - cortometraggio (2014)
- La vita è sogno, regia di Milo Vallone (2014)
- Padre vostro, regia di Milo Vallone - cortometraggio (2019)
- Nemici, regia di Milo Vallone (2020)
- Troppa famiglia, regia di Pierluigi Di Lallo (2021)
- Arcunt, regia di Milo Vallone (2024)

### Televisione
- Zorro... dove serve corro! - programma TV (1998)
- Il monello - programma TV (1998 - 2001)
- Vivere - serie TV (2005)
- Sottocasa - serie TV (2006)
- Oltre la soglia - serie TV (2019)
- il paradiso delle signore - serie TV (2020)
- Speravo de morì prima - miniserie TV (2021)
- Butterfly29 - serie TV e Web (2021)
- Gli occhi di Liborio - docufilm (2021)
- Vita da Carlo 2 - serie TV (2023)
- Supersex - serie TV, episodio 6 (2024)

## Teatro
- Natale in casa Cupiello, di Eduardo De Filippo. Regia di A.M. Tiberio (1989)
- Non ti pago, di Eduardo De Filippo (1989)
- La patente, di Luigi Pirandello. Regia di A.M. Tiberio (1990)
- Il berretto a sonagli, di Luigi Pirandello (1990)
- La strana coppia, di Neil Simon (1991)
- Kazak, di Gianmarco Montesano. Con M. Vallone, Giorgio Colangeli. Regia di G. Montesano (1992)
- Di fronte, di Milo Vallone e Luca Pompei. Regia di M. Vallone (1992)
- Mussolini, di Mario Prosperi. Con M. Vallone, Mario Prosperi e Carla Cassola. Regia di G. Montesano (1993)
- L'ideologia del traditore, di Achille Bonito Oliva. Regia di G. Montesano (1994)
- L'uomo che incontrò se stesso, di Luigi Antonelli. regia di L. Paesani (1994)
- Il matrimonio è un affare di AA.VV. Regia di S. Torrieri (1995)
- Le confessioni di Walter Manfrè. Con M. Vallone e Piero Di Iorio. Regia di W. Manfrè (1997)
- Il cenacolo, di Daniela Musini. Regia di M. Vallone (1999)
- Gli ultimi giorni di Gianmarco Montesano. Con M. Vallone e Giuseppe Pambieri. Regia di W. Manfrè (1999)
- L'isola della dottoressa Morreau, di Karel Chapek. Con Milla Sannoner e M. Vallone. Regia di W. Manfrè (1999)
- Interrogatorio a Maria di Giovanni Testori. Con Caterina Vertova e M. Vallone. Regia di W. Manfrè (2000)
- Costantino, di Daniela Eritrei. Con M. Vallone, Glauco Onorato e Nadia Bengala. Musiche di Enzo Gragnaniello. Regia di D. Eritrei (2001)
- Pluto, di Aristofane. Con M. Vallone, Arnoldo Foà e Evelina Nazzari. Regia di Arnoldo Foà (2002)
- Medea, di Franz Grillpalzer. Con Daniela Poggi e M. Vallone. Regia di Beppe Arena (2004)[24]
- Glengarry Glen Rose di David Mamet. Regia di E. Oliva (2004)[25]
- Sogno di una notte di mezza estate di Wlliam Shakespeare. Regia di M. Vallone (2005)
- Coefore di Eschilo. Con Laura Lattuada e M. Vallone. Regia di Beppe Arena (2005)[26]
- Mille metri sotto terra di Luca Pompei. Regia di M. Vallone (2006)
- Amores amandi, di Ovidio. Con M. Vallone, Debora Caprioglio e Vanessa Gravina. Regia di M. Vallone (2006)[27]
- La suocera di Terenzio. Con M. Vallone, Nino Castelnuovo e Lorenza Guerrieri. Regia di S. Sandri (2006)[28]
- Passato di pomodoro di Fausto Costantini. Con M. Vallone e Sergio Fiorentini. Regia di Enzo Garinei (2006)
- El dia que me quieras. Con Maria Rosaria Omaggio e Milo Vallone (2006)
- Il libro di famiglia di A. Bellocchio. Con Mariangela D'Abbraccio, Milo Vallone, Simona Molinari. Regia di Federico Fiorenza. Musiche di Giò Di Tonno (2007)[29]
- Dottor Sale in Zucca e mister Zucchero Mannaro, di Paola Bidinelli. Regia di Oreste Rizzini (2007)
- Senza fissa dimora, di Milo Vallone e Federica Vicino. Regia di M. Vallone (2007)
- Lisistrata, di Aristofane. Regia di M. Vallone (2007)
- Tra estasi e tormento, di Paola Bidinelli. Con M. Vallone e Mariangela D'Abbraccio (2007)
- Un altro giro di giostra – in CineprOsa, di Tiziano Terzani. Regia di M. Vallone (2007)
- Tartufo, di Moliere. Regia di M. Vallone (2008)
- La collezione – in CineprOsa, di Harold Pinter. Regia di M. Vallone (2008)
- Mia divina Eleonora, di Daniela Musini. Con M. Vallone e Paola Gassman. Musiche di Davide Cavuti. Regia di M. Vallone (2010)
- Camilla, di Ernani Troiano. Regia di M. Vallone (2011)
- Questa sera si recita D'Annunzio, di Milo Vallone e Luca Pompei. Regia di M. Vallone (2011)
- Il bisogno imperioso, di Milo Vallone. Regia di M. Vallone (2011)
- Nato nel 1861 – in CineprOsa, di Luca Pompei. Regia di M. Vallone (2011)
- Sono un bravo ragazzo, di Francesco Nuti. Regia di M. Vallone (2012)
- Incanto di Natale – in CineprOsa, di Charles Dickens. Regia di M. Vallone (2012)
- Che tutto può – in CineprOsa, di Anna Di Donato. Con M. Vallone e Micol Olivieri. Regia di M. Vallone (2013)
- La vita è sogno – in CineprOsa, di Pedro Calderon de La Barca. Regia di M. Vallone (2013)
- Il sogno di Cabiria – in CineprOsa, di Milo Vallone. Regia di M. Vallone (2013)
- Il sentiero della libertà, di Luca Pompei. Regia di M. Vallone (2013)
- SerenaMente, di Milo Vallone. Regia di M. Vallone (2014)
- Nove petali di loto – in CineprOsa, di Milo Vallone e Luca Pompei. Regia di M. Vallone (2014)[30][31]
- Il Mondo di Mezzo – in CineprOsa. Con M. Vallone, Antonio Mancini, Alessandro Haber e Federica Sciarelli. Regia di M. Vallone (2016)
- Sul trono di Pietra – in CineprOsa, di Milo Vallone e Luca Pompei. Regia di M. Vallone (2016)[32]
- C'era un omino piccolo così! Lucio Dalla, tra la vita e la musica, di Milo Vallone (2017)
- Milo Vs Milo - processo a Sandra Milo, scritto e diretto da M. Vallone. Con Milo Vallone e Sandra Milo (2018)
- Fiume... d'amore e di gloria, di Milo Vallone (2019)
- Se questa è un'infanzia... Auschwitz, Liliana e suo padre - in CineprOsa. Diretto e interpretato da M. Vallone (2020)
- Notturno - tratto dal Notturno di Gabriele D'Annunzio. Regia di Milo Vallone. Con M. Vallone e Paola Gassman (2021)
- Arcunt - quando Gabriele D'Annunzio salvò la vita a Tommaso Cascella. - in CineprOsa. Diretto e interpretato da M. Vallone (2022)
- LiberaLiberata - in CineprOsa. Diretto e interpretato da M. Vallone (2023)
- La Divina e la Magnifique - Regia di M. Vallone con Debora Caprioglio e Milo Vallone (2024)
- E io ero Sandokan...la storia di Galliano Magno, l'avvocato di Matteotti - in CineprOsa, di Mauro Morelli. Diretto e interpretato da M. Vallone (2024)

## Riconoscimenti
- Excelsior Film Festival
  - 1998 – Premio al miglior film per La guerra del re
  - 1998 – Targa del Presidente della Repubblica per La guerra del re
- Premio internazionale scrittura e immagine
  - 2002 – Menzione speciale della giuria per Il mare brucia le maschere
- Premio schegge d'autore
  - 2007 – Miglior attore per Dr Sale in Zucca e Mr Zucchero Mannaro
  - 2007 – Miglior spettacolo per Dr Sale in Zucca e Mr Zucchero Mannaro
- Lamerica – Premio di comunicazione/sezione teatro
  - 2010 – Premio come comunicatore teatrale a Milo Vallone
- Premio millelire[33]
  - 2014 – Miglior attore per SerenaMente
  - 2014 – Miglior spettacolo per SerenaMente
  - 2014 – Premio della critica per SerenaMente
- Festival internazionale cortincontri
  - 2014 – Premio al miglior film per Come fosse per sempre
- Fano International Film Festival
  - 2014 – Premio speciale della giuria per Come fosse per sempre
- Retro Avant Garde Film Festival
  - 2021 – Premio alla migliore sceneggiatura per Padre vostro
- Premio Flaiano
  - 2021 – Pegaso d'oro per il docufilm Gli occhi di Liborio
- Monza film festival
  - 2022 – Miglior film Butterfly29[34]